# 松本昇
松本 昇（まつもと のぼる、1948年11月 - ）は、日本のアメリカ文学者、前国士舘大学教授。
長崎県生まれ。明治大学文学部卒。同大学院博士後期課程満期退学。

## 共編
- 『記憶のポリティックス アメリカ文学における忘却と想起』（松本一裕,行方均共編、南雲堂フェニックス） 2001.10
- 『イングリッシュ・パートナー』（中井延美,清水菜穂,Mark E.Alder共編、南雲堂フェニックス） 2006.1
- 『木と水と空と エスニックの地平から』（横田由理,稲木妙子共編著、金星堂） 2007.10
- 『ハーストン、ウォーカー、モリスン アフリカ系アメリカ人女性作家をつなぐ点と線』（君塚淳一,鵜殿えりか共編、南雲堂フェニックス） 2007.10
- 『英語文学とフォークロア 歌、祭り、語り』（風呂本惇子共編、南雲堂フェニックス） 2008.12
- 『バード・イメージ 鳥のアメリカ文学』（西垣内磨留美,山本伸共編、金星堂） 2010.4

## 翻訳
- 『未完の革命 キング、マルカム、ボールドウィン対談集』（ケニス・B・クラーク編、福田千鶴子共訳、青磁書房） 1988.6
- 『メキシコから来たペット アメリカの「都市伝説」コレクション』（ジャン・ハロルド・ブルンヴァン、行方均共訳、新宿書房） 1991.2
- 『ハーストン作品集1 彼らの目は神を見ていた』（ハーストン、新宿書房） 1995.4
- 『ヨーロッパ放浪記』下（マーク・トウェイン、行方均共訳、彩流社、マーク・トウェインコレクション） 1996.9
- 『黒人文学と見えない都市 アメリカ / スイートホーム』（チャールズ・スクラッグズ、行方均,福田千鶴子共訳、彩流社） 1997.10
- 『見えない人間』（ラルフ・エリスン、南雲堂フェニックス） 2004.10
- 『影と行為 』（ラルフ・エリスン、行方均,松本一裕,山嵜文男共訳、南雲堂フェニックス） 2009.7
- 『シグニファイング・モンキー もの騙る猿 / アフロ・アメリカン文学批評理論』（ヘンリー・ルイス・ゲイツ・ジュニア、清水菜穂と監訳、南雲堂フェニックス） 2009.12